# Komendant obozu (harcerstwo)
Komendant obozu – prowadzący obóz harcerski. Jest to najwyższa funkcją osoba na obozie.
Komendant to zazwyczaj osoba pełniąca ważne funkcje w harcerstwie, np. komendant hufca, komendant szczepu, drużynowy bądź opiekun drużyny. Zazwyczaj ma pomocników – opiekunów, pełnoletnich drużynowych.
Jest odpowiedzialny prawnie za obóz – z punktu widzenia prawa jest kierownikiem wypoczynku w rozumieniu Rozporządzenia Ministra Edukacji Narodowej z dnia 21 stycznia 1997 r. w sprawie warunków, jakie muszą spełniać organizatorzy wypoczynku dla dzieci i młodzieży szkolnej, a także zasad jego organizowania i nadzorowania.

## Wymagane kwalifikacje
Kierownikiem wypoczynku może być instruktor w stopniu podharcmistrza, nauczyciel lub inna osoba legitymująca się minimum 3 letnim stażem pracy z młodzieżą. Musi dodatkowo ukończyć kurs dla kierowników wypoczynku.